# Fimbria (geslacht)
Fimbria is een geslacht van mollusken, dat fossiel bekend is vanaf het Midden-Jura.

## Beschrijving
Deze tweekleppige heeft een eivormige schelp met een stompe wervel. De netvormige sculptuur is samengesteld uit een patroon van dikke concentrische richels over draadvormige radiaire ribben. Deze zijn het breedst aan de voor- en achterzijde van de klep. De kleprand aan de binnenzijde is helemaal bezet met fijne tandjes. Het samengestelde slot bevat twee kardinale tanden onder de wervel en twee laterale tanden in elke klep. De lengte van de schelp bedraagt ongeveer 8 cm.

## Leefwijze
Dit geslacht bewoont warme, ondiepe zeeën.